# Mazda Ryuga
O Ryuga é um protótipo apresentado pela Mazda em 2007 no North American International Auto Show.